# اللاسلطوية والفنون

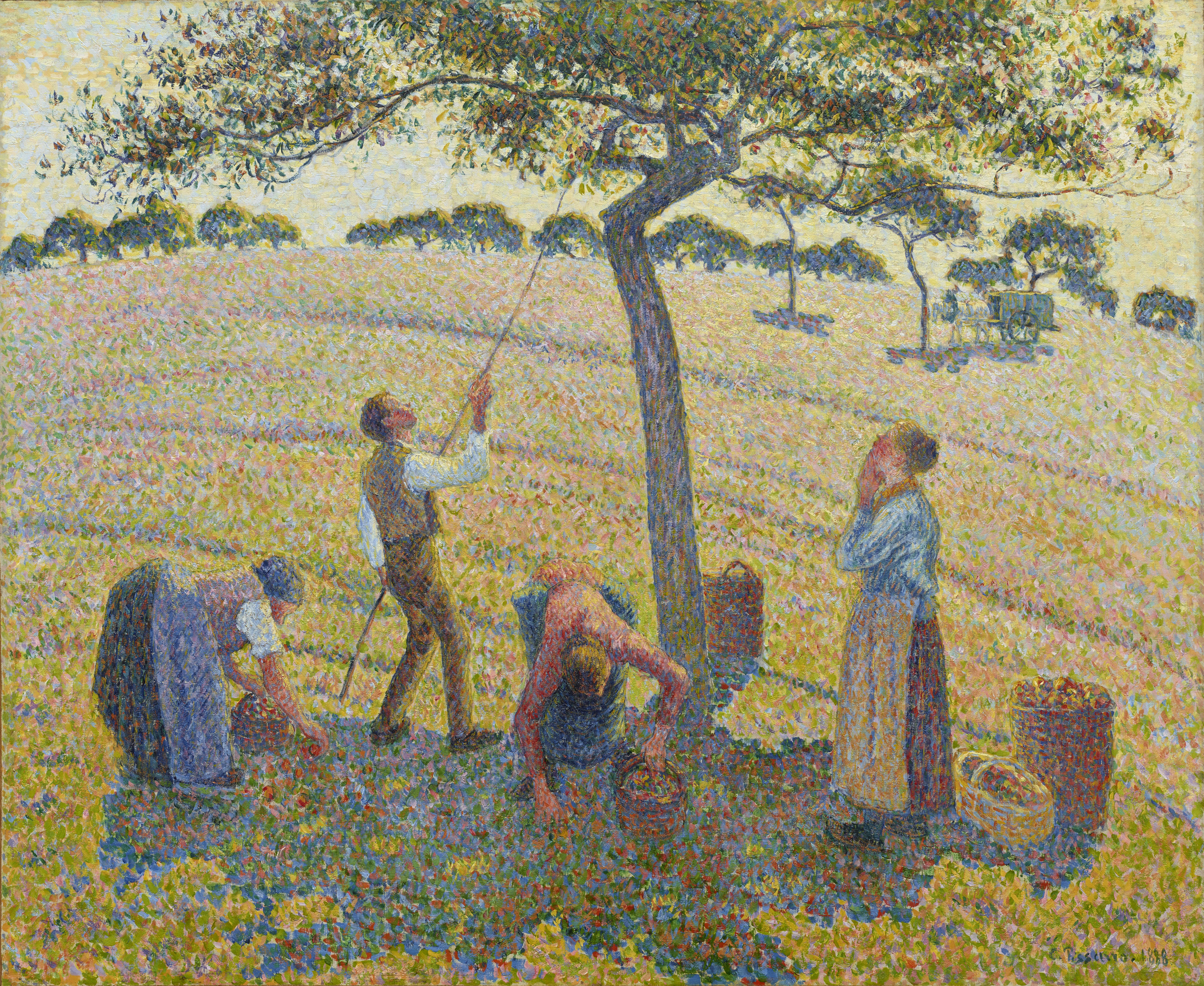
Les chataigniers a Osny (1888)
يعد كاميل بيسارو مثالًا بارزًا على المزج بين الفوضوية والفنون.

ارتبطت اللاسلطوية بالفنون خلال فترة طويلة من الزمن، لا سيما بالفنون البصرية والموسيقا والأدب. يمكن أن يعود تاريخ ذلك إلى بداية اللاسلطوية كمفهوم سياسي، وكتابات بيير جوزيف برودون حول الرسام الواقعي الفرنسي غوستاف كوربيه. في مقال عن كوربيه عام 1857، وضع بيير جوزيف برودون مبدأ للفن كان قد رآه في أعمال كوربيه، ينطوي على أنه يجب أن يظهر الحياة الحقيقية للطبقات العاملة والظلم الذي يواجهه العمال على أيدي البرجوازية.
اعترض الروائي الفرنسي إيميل زولا على دفاع برودون عن الحرية للجميع باسم اللاسلطوية، ولكنه وضع شروطًا على الفنانين بشأن ما ينبغي أن يصوروه في أعمالهم. فتح هذا بابًا للانقسام في التفكير في الفن اللاسلطوي ما يزال واضحًا حتى اليوم، بين بعض الكتاب والفنانين اللاسلطويين الذين يؤيدون وجهة النظر القائلة إن الفن يجب أن يكون دعائيًا ويستخدم لتعزيز قضية اللاسلطوية، والبعض الآخر الذي يرى أن اللاسلطوية يجب أن تحرر الفنان من متطلبات خدمة الراعي والمعلم، مما يسمح للفنان تحقيق مصالحه وأجندته الخاصة. في السنوات الأخيرة، نوقشت أولى هذه الأساليب من قبل كتاب مثل باتريشيا ليتن وثانيها من قبل مايكل باراسكوس.
من بين الكتاب المهمين الذين كتبوا عن العلاقة بين الفن واللاسلطوية، برودون وبيتر كروبوتكين وهربرت ريد وأليكس كومفورت وجورج وودكوك ودافيد غودواي وآلان أنتليف وسندي ميلشتاين. بالرغم من هذا التاريخ الوثيق بين الفن واللاسلطوية، جادل بعض الكتاب اللاسلطويين مثل كروبوتكين وريد أنه وفي المجتمع اللاسلطوي سيختفي دور الفنان تمامًا، إذ سيصبح كل النشاط البشري، في حد ذاته، فنيًا. هذه هي نظرة الفن في المجتمع الذي يرى الإبداع على أنه متأصل في كل النشاط البشري في حين جاء تأثير الرأسمالية البرجوازية لتجديد الحياة البشرية من خلال جوانبها الإبداعية بالاعتماد على توحيد الصناعة وتفكيك عمليات الإنتاج وإضفاء الطابع المهني على الفن من خلال النظام التعليمي.
بالنسبة لبعض الكتاب، لن يختفي الفن والفنانون اللاسلطويون لأنهم سيواصلون توفير مجتمع لاسلطوي مع مساحة لمواصلة تخيل طرق جديدة لفهم وتنظيم الواقع وكذلك مساحة لمواجهة المخاوف المحتملة. يشبه هذا نظرية نويل كارول عن وظيفة قصص الرعب والأفلام في المجتمع الحالي: «إن فن الرعب هو الثمن الذي نحن مستعدون لدفعه لنكشف عن ذلك المستحيل وغير المعروف، الذي ينتهك مخططنا المفاهيمي».

## نظرة عامة
كتب المؤرخ دافيد غودواي حول الفوضوية والفنون:
لا شك أن نوعًا واحدًا من المفكرين كان ينجذب دومًا إلى اللاسلطوية، فيولي أهمية قصوى للحرية المطلقة وعدم التدخل في حياتهم الشخصية والاجتماعية وينتمي مثل (هربرت) ريد نفسه، إلى الطليعة الفنية والأدبية. هناك مجموعات كبيرة من الرسامين والكتاب اللاسلطويين الذين كانوا موجودين في إيطاليا ما قبل عام 1914، وفي نيويورك قبل وخلال الحرب العالمية الأولى، وأكثرهم إثارة للإعجاب كانوا في فرنسا خلال الثمانينيات والتسعينيات من القرن التاسع عشر، حيث وجد الانطباعيون الجدد –كاميل ولوسيان بيسارو وبول سيغناك وعلى الأرجح جورج سيورات الغامض- والكتاب الرمزيون، بمن فيهم أحد أعظم الشعراء ستيفان مالارمي الذين اعتبروا جميعهم من اللاسلطويين أو المتعاطفين معهم. ساعد كون ياروسلاف هاشيك عضوًا في جماعات لاسلطوية ويعمل في مجالات لاسلطوية على تفسير العبقرية المدمرة لمسرحية مغامرات الجندي الصالح شفيك، وقد حضر فرانز كافكا الاجتماعات اللاسلطوية في براغ واكتسب معرفة كبيرة بالكتاب والشخصيات اللاسلطوية، وقد ذكر في الواقع باكونين وكروبوتكين في مذكراته.  أعاد الممثل الألماني ريت ماروت الذي فر من ميونخ عام 1919، إنشاء نفسه في المكسيك باعتباره الروائي الذي ما يزال محط تقدير غير كاف، بي. ترافين.